# 冰汽时代2
《冰汽时代2》是一款由11 bit studios开发的城市建造及生存遊戲。《冰汽时代2》的背景设定在前作《冰汽时代》的30年后。玩家需要在20世纪初的架空历史中扮演领导者的角色，以便在灾难性的全球火山冬天背景下建造及管理一座城市。火山冬天几乎完全摧毁了人类文明，玩家在维持人类延续的同时需要作出在道德和政治上有争议的选择。该游戏于2024年9月20日发布Microsoft Windows和macOS版本，并将于2025年发布PlayStation 5和Xbox Series X/S版本。

## 游戏内容
与其前作一样，《冰汽时代2》是一款城市建造生存遊戲。故事背景设定在1916年的新伦敦，前作中的暴风雪过去30年、石油产业出现之后。玩家扮演这座城市的新领导者“执政官”，取代了现已去世的“首领”（即前作中玩家扮演的角色）。该城市正面临人口过剩、食物和煤炭短缺等问题。
与前作不同的是，《冰汽时代2》允许玩家建造规模更大的城市。玩家现在可以建造区域而不是单独的建筑物。每个区域都有特定的功能，例如提供食物、能源或住所。每个区域都可以增添特定的建筑物来解锁额外的功能。然而，所有区域都会消耗资源，玩家需要在扩张之前规划好城市的设计。
随着游戏进程的推进，城市中将出现不同的派系，而这些派系往往有着相互冲突的理想方案。玩家可以通过“思维树”查看新的研究选项，探索游戏中各个派别提出的不同方法来解决问题。采用一个派系的提案可能会令其他派系和社群感到不安。与前作玩家通常能够独自颁布法案不同，新伦敦的市民更加密切地参与立法。在议会大厅，100名社区成员将对玩家提出的法律进行投票。玩家可以选择与不同派系的成员进行谈判。同意票需要达到一定的数量才可以通过新的法律。然而，谈判需要玩家作出具体的承诺，若未兑现则可能会进一步激怒某个派系。派系中还可能出现激进分子，玩家需要对抗他们，避免城市陷入混乱。
与以天数为单位的前作不同，本作品还使用了周、月、年这些更大的单位。
除了主线剧情，游戏还包含名为“乌托邦建造者”的沙盒模式。该模式下，玩家可以自行选择起始社区和派系。开发团队表示，沙盒模式将比前作中的沙盒模式更有重复游玩的价值。官方还提供了名为FrostKit的官方mod工具。

## 评价
| 汇总媒体             | 得分        |
| -------------------- | ----------- |
| Metacritic           | (PC) 86/100 |
| OpenCritic（推荐率） | 97%         |

| 媒体           | 得分   |
| -------------- | ------ |
| Digital Trends | [ 11 ] |
| GamesRadar+    | [ 12 ] |
| GameSpot       | 8/10   |
| HardcoreGamer  | 4.5/5  |
| IGN            | 8/10   |
| PC Gamer美国   | 85/100 |
| PCGamesN       | 8/10   |
| Shacknews      | 9/10   |
| TechRadar      | [ 19 ] |

根据评论聚合网站Metacritic的数据，《冰汽时代2》获得了评论家的“普遍好评”。根据OpenCritic的数据，97%的评论家推荐这款游戏。